# Michael Kohlmann
Michael Kohlmann (Hagen, Alemanya Occidental, 11 de gener de 1974) és un tennista professional retirat. Va guanyar cinc títols de dobles en el circuit ATP. L'any 2015 va esdevenir capità de l'equip alemany de Copa Davis.

## Palmarès

### Dobles: 19 (5−14)
| Llegenda (pre/post 2009)                                 |
| -------------------------------------------------------- |
| Grand Slams (0−0)                                        |
| Tennis Masters Cup / ATP Finals (0−0)                    |
| ATP Masters Series / ATP World Tour Masters 1000 (0−0)   |
| ATP International Series Gold / ATP World Tour 500 (0−0) |
| ATP International Series / ATP World Tour 250 (5−14)     |

| Títols per superfície |
| --------------------- |
| Dura (3−5)            |
| Gespa (0−2)           |
| Terra batuda (1−7)    |
| Moqueta (1−0)         |

| Resultat  | Núm. | Data                   | Torneig                   | Superfície   | Parella          | Oponents                           | Marcador            |
| --------- | ---- | ---------------------- | ------------------------- | ------------ | ---------------- | ---------------------------------- | ------------------- |
| Finalista | 1.   | 13 de setembre de 1999 | Bournemouth, Regne Unit   | Terra batuda | Nicklas Kulti    | David Adams Jeff Tarango           | 3−6, 7−6(5), 6−7(5) |
| Finalista | 2.   | 10 de juliol de 2000   | Gstaad, Suïssa            | Terra batuda | Jérôme Golmard   | Jiří Novák David Rikl              | 6−3, 3−6, 4−6       |
| Guanyador | 1.   | 11 de febrer de 2002   | Copenhaguen, Dinamarca    | Dura (i)     | Julian Knowle    | Jiří Novák Radek Štěpánek          | 7−6(10), 7−5        |
| Finalista | 3.   | 29 d'abril de 2002     | Mallorca, Espanya         | Terra batuda | Julian Knowle    | Mahesh Bhupathi Leander Paes       | 2−6, 4−6            |
| Guanyador | 2.   | 30 de desembre de 2002 | Madras, Índia             | Dura         | Julian Knowle    | František Čermák Leoš Friedl       | 7−6(1), 7−6(3)      |
| Finalista | 4.   | 24 de febrer de 2003   | Copenhaguen               | Dura (i)     | Julian Knowle    | Tomáš Cibulec Pavel Vízner         | 5−7, 7−5, 6−2       |
| Finalista | 5.   | 20 d'octubre de 2003   | Sant Petersburg, Rússia   | Terra batuda | Rainer Schüttler | Julian Knowle Nenad Zimonjić       | 4−6, 4−6            |
| Finalista | 6.   | 23 de maig de 2004     | Casablanca, Marroc        | Dura (i)     | Yves Allegro     | Enzo Artoni Fernando Vicente       | 6−7(1), 3−6         |
| Finalista | 7.   | 23 d'agost de 2004     | Long Island, Estats Units | Dura         | Yves Allegro     | Antony Dupuis Michaël Llodra       | 2−6, 4−6            |
| Guanyador | 3.   | 10 de gener de 2005    | Auckland, Nova Zelanda    | Dura         | Yves Allegro     | Simon Aspelin Todd Perry           | 6−4, 7−6(4)         |
| Finalista | 8.   | 7 de febrer de 2005    | San José, Estats Units    | Dura (i)     | Yves Allegro     | Wayne Arthurs Paul Hanley          | 6−7(4), 4−6         |
| Finalista | 9.   | 4 de juliol de 2005    | Gstaad (2)                | Terra batuda | Rainer Schüttler | František Čermák Leoš Friedl       | 6−7(6), 6−7(11)     |
| Guanyador | 4.   | 10 d'abril de 2006     | Houston, Estats Units     | Terra batuda | Alexander Waske  | Julian Knowle Jürgen Melzer        | 5−7, 6−4, [10−5]    |
| Finalista | 10.  | 24 d'abril de 2006     | Casablanca (2)            | Terra batuda | Alexander Waske  | Julian Knowle Jürgen Melzer        | 3−6, 4−6            |
| Finalista | 11.  | 12 de juny de 2006     | Halle, Alemanya           | Gespa        | Rainer Schüttler | Fabrice Santoro Nenad Zimonjić     | 0−6, 4−6            |
| Guanyador | 5.   | 29 de gener de 2007    | Zagreb, Croàcia           | Moqueta (i)  | Alexander Waske  | František Čermák Jaroslav Levinský | 7−6(5), 4−6, [10−5] |
| Finalista | 12.  | 6 de juliol de 2009    | Newport, Estats Units     | Gespa        | Rogier Wassen    | Jordan Kerr Rajeev Ram             | 7−6(6), 4−6, [6−10] |
| Finalista | 13.  | 8 de maig de 2010      | Múnic, Alemanya           | Terra batuda | Eric Butorac     | Oliver Marach Santiago Ventura     | 7−5, 3−6, [14−16]   |
| Finalista | 14.  | 2 d'octubre de 2011    | Bangkok, Tailàndia        | Dura (i)     | Alexander Waske  | Oliver Marach Aisam-ul-Haq Qureshi | 6−7(4), 6−7(5)      |

### Equips: 1 (0−1)
| Resultat  | Núm. | Data               | Torneig                            | Superfície   | Equip                                                | Oponents                               | Marcador |
| --------- | ---- | ------------------ | ---------------------------------- | ------------ | ---------------------------------------------------- | -------------------------------------- | -------- |
| Finalista | 1.   | 27 de maig de 2006 | Copa del món, Düsseldorf, Alemanya | Terra batuda | Nicolas Kiefer Philipp Kohlschreiber Alexander Waske | Mario Ančić Ivo Karlović Ivan Ljubičić | 1−2      |

## Trajectòria

### Dobles
| Torneig | 1998 | 1999 | 2000 | 2001 | 2002  | 2003  | 2004  | 2005  | 2006  | 2007  | 2008 | 2009  | 2010  | 2011  | 2012 | 2013 | Títols    | V − D     |
| --- | ---- | ---- | ---- | ---- | ----- | ----- | ----- | ----- | ----- | ----- | ---- | ----- | ----- | ----- | ---- | ---- | --------- | --------- |
| Open d'Austràlia | 1R   | 2R   | 1R   | 1R   | 1R    | 1R    | 2R    | 1R    | 1R    | 1R    | A    | 1R    | SF    | 3R    | 2R   | 2R   | 0 / 15    | 10 – 15   |
| Roland Garros | A    | 1R   | A    | 2R   | 1R    | 2R    | 3R    | 2R    | 1R    | QF    | A    | 3R    | 1R    | 3R    | 1R   | A    | 0 / 12    | 12 – 12   |
| Wimbledon | A    | 1R   | A    | A    | 2R    | A     | 1R    | 1R    | 2R    | 2R    | 2R   | A     | 1R    | 1R    | 2R   | Q1   | 0 / 10    | 5 – 10    |
| US Open | 2R   | 1R   | 1R   | A    | 1R    | 2R    | 2R    | A     | 3R    | 2R    | 1R   | 2R    | 2R    | 2R    | 1R   | A    | 0 / 13    | 9 – 13    |
| Victòries − Derrotes | 3−7  | 7−14 | 7−10 | 5−11 | 23−20 | 19−18 | 22−24 | 17−23 | 27−21 | 20−20 | 5−6  | 15−14 | 20−28 | 19−23 | 9−21 | 1−1  | 219 – 261 | 219 – 261 |
| Rànquing a final d'any | 146  | 91   | 95   | 89   | 54    | 44    | 43    | 56    | 35    | 55    | 117  | 58    | 42    | 54    | 93   | 569  |           |           |
| Llegenda: G: Guanyador; F: Finalista; SF: Semifinalista; QF: Quarts de final; Q: Qualificació; A: Absent; RR: Round Robin; |      |      |      |      |       |       |       |       |       |       |      |       |       |       |      |      |           |           |